# Seznam vrcholů ve Velké Fatře

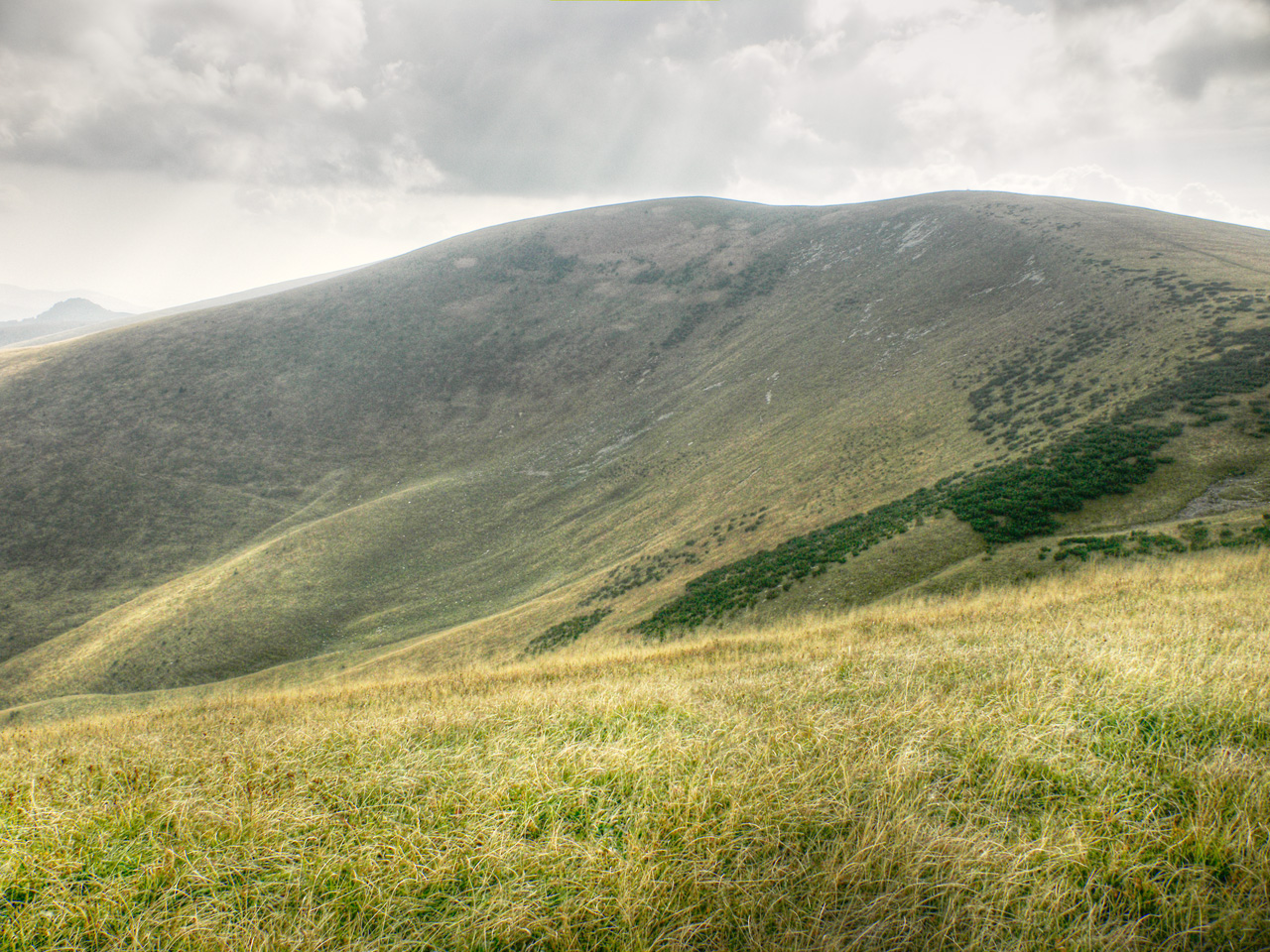
Ostredok (1595 m)

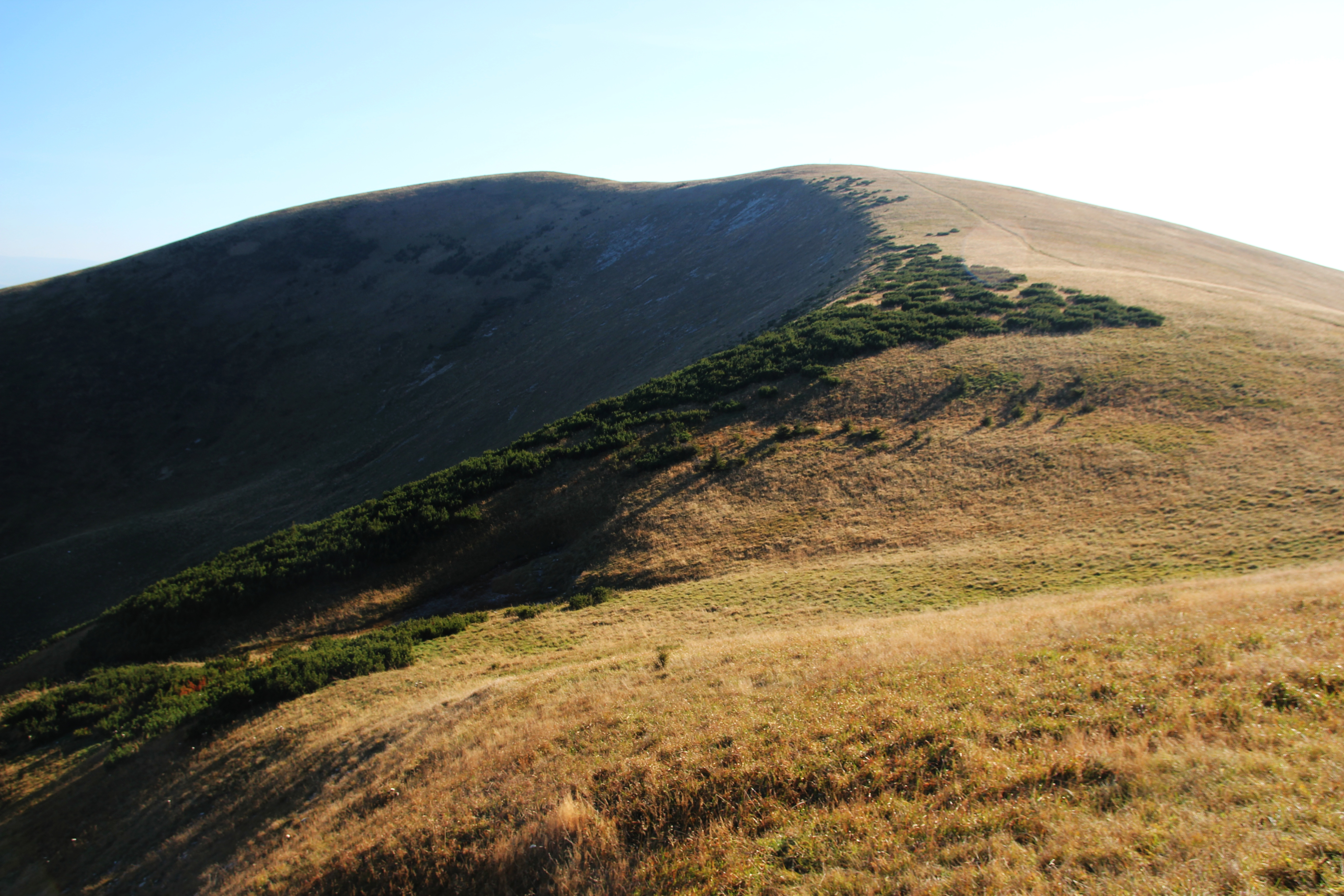
Frčkov (1585 m)

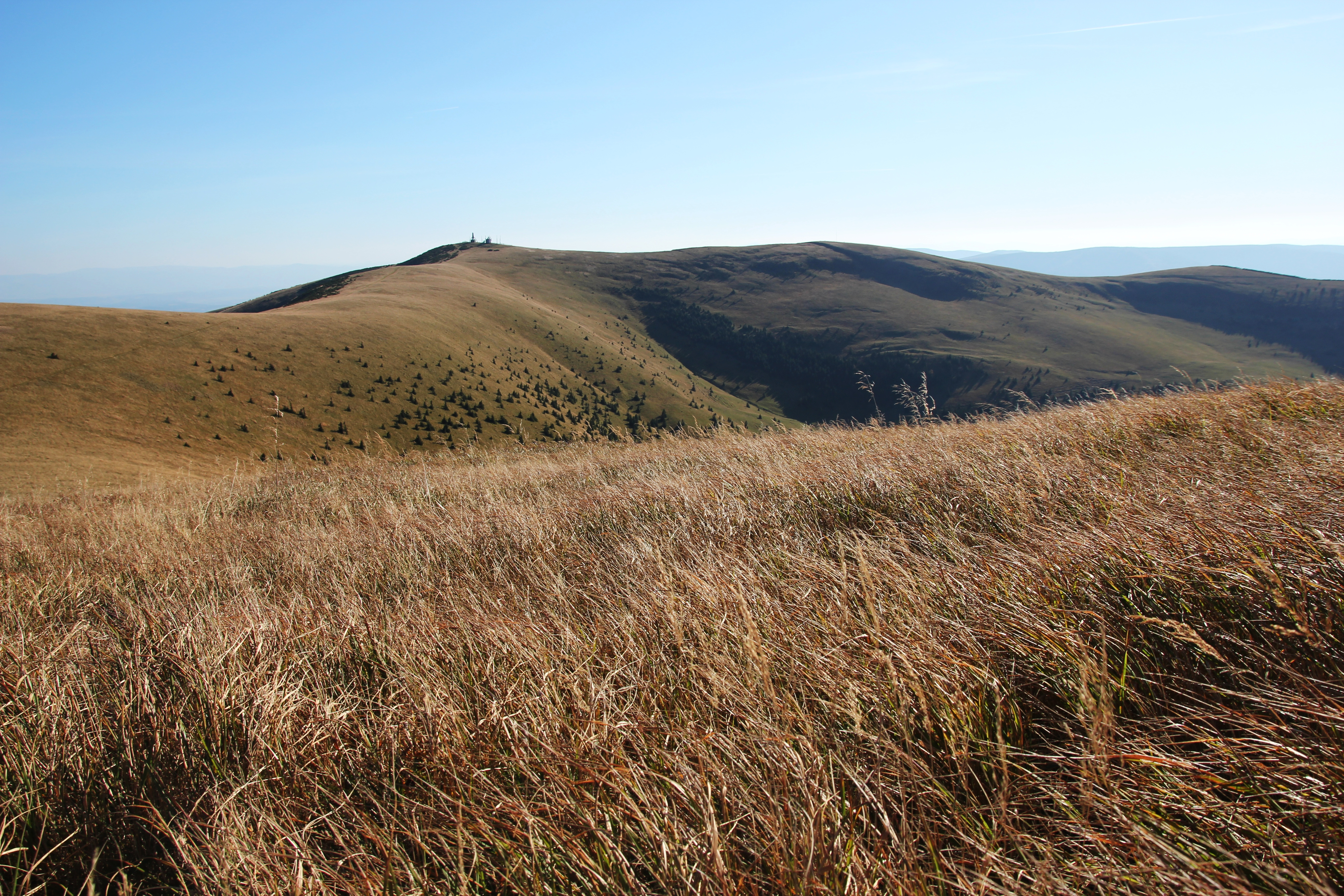
Krížna (1574 m)

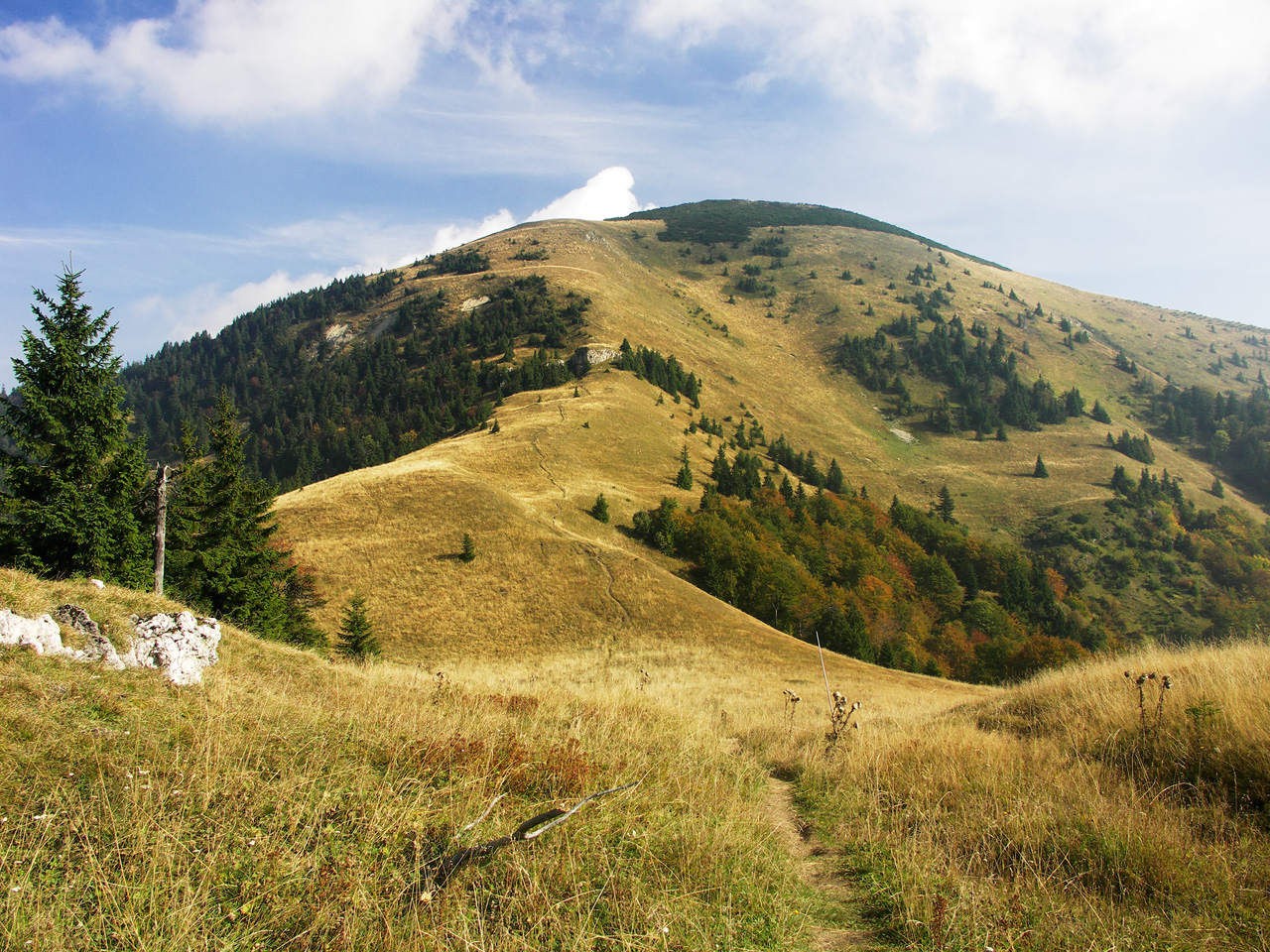
Rakytov (1567 m)

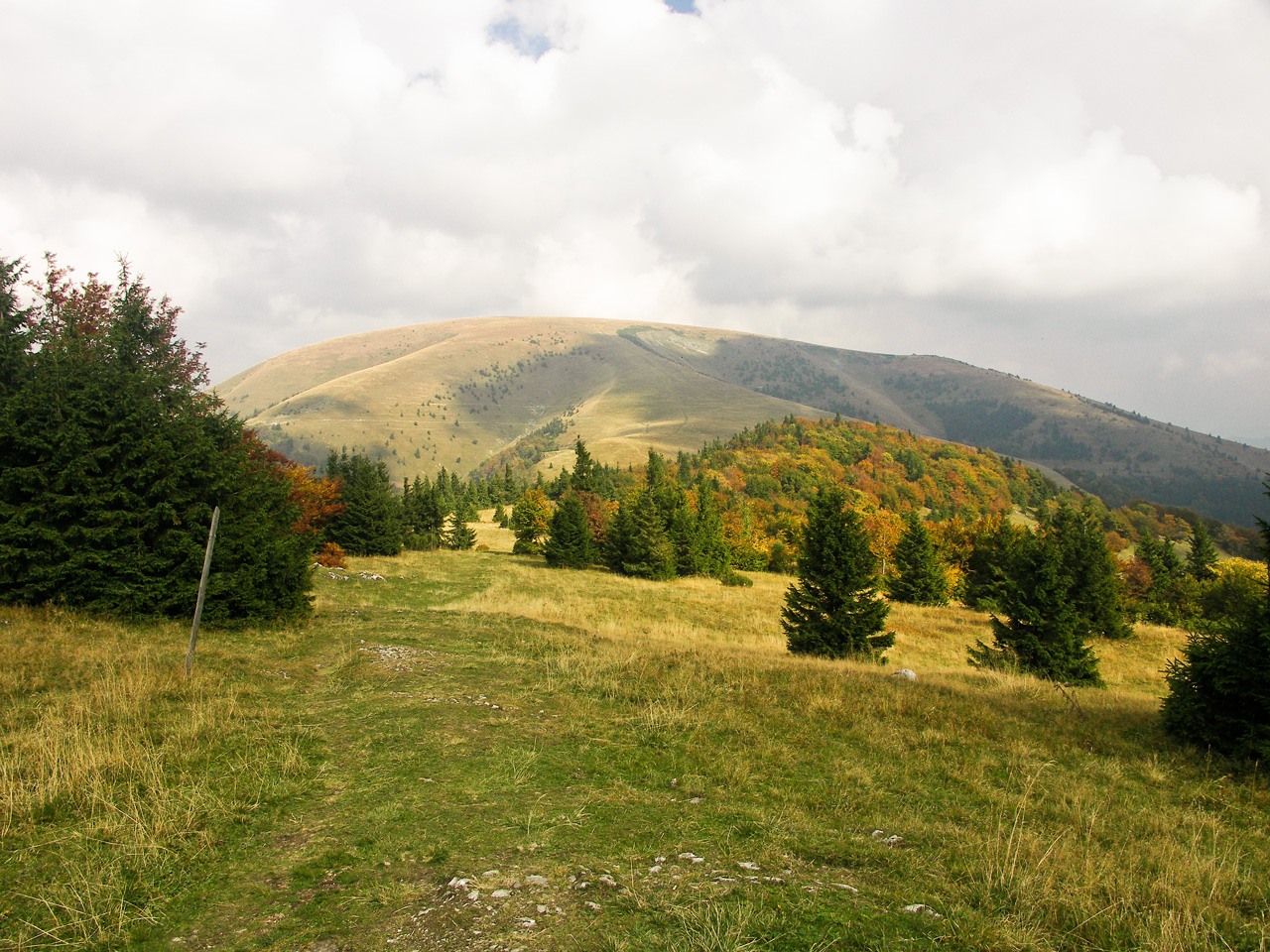
Ploská (1532 m)

Seznam vrcholů ve Velké Fatře zahrnuje pojmenované velkofatranské vrcholy s nadmořskou výškou nad 1300 m. Seznam vychází z článku Velká Fatra, nejvyšší vrcholy uveřejněném na webu Treking.cz, který obsahuje soupis vrcholů s nadmořskou výškou nad 1350 m. Vrcholy s nadmořskou výškou v rozmezí 1300 až 1350 m byly doplněny podle map dostupných na stránkách Hiking.sk. Jako hranice pohoří byly uvažovány hranice stejnojmenného geomorfologického celku.

## Seznam vrcholů
| #   | Vrchol           | Výška (m) | Souřadnice                       | Podcelek     | Přístup                                                                                              |
| --- | ---------------- | --------- | -------------------------------- | ------------ | --- |
| 1.  | Ostredok         | 1595      | 48°53′57″ s. š., 19°04′54″ v. d. | Hôľná Fatra  | 0870 (Velkofatranská magistrála), Naučná stezka Hrebeňom Veľkej Fatry                                |
| 2.  | Frčkov           | 1585      | 48°53′16″ s. š., 19°04′57″ v. d. | Hôľná Fatra  | 0870 (Velkofatranská magistrála), Naučná stezka Hrebeňom Veľkej Fatry                                |
| 3.  | Krížna           | 1574      | 48°52′38″ s. š., 19°04′42″ v. d. | Hôľná Fatra  | 0870 (Velkofatranská magistrála), 0870 (Cesta hrdinů SNP), 2628, Naučná stezka Hrebeňom Veľkej Fatry |
| 4.  | Rakytov          | 1567      | 48°57′38″ s. š., 19°10′45″ v. d. | Hôľná Fatra  | 5600                                                                                                 |
| 5.  | Suchý vrch       | 1550      | 48°54′33″ s. š., 19°05′08″ v. d. | Hôľná Fatra  | neznačeno                                                                                            |
| 6.  | Ploská           | 1532      | 48°56′02″ s. š., 19°07′01″ v. d. | Hôľná Fatra  | 0870 (Velkofatranská magistrála), 8604                                                               |
| 7.  | Smrekovica       | 1532      | 48°58′58″ s. š., 19°13′51″ v. d. | Hôľná Fatra  | neznačeno                                                                                            |
| 8.  | Borišov          | 1510      | 48°56′28″ s. š., 19°05′21″ v. d. | Hôľná Fatra  | 8614                                                                                                 |
| 9.  | Malá Smrekovica  | 1485      | 49°00′21″ s. š., 19°12′21″ v. d. | Hôľná Fatra  | neznačeno                                                                                            |
| 10. | Čierny kameň     | 1479      | 48°56′06″ s. š., 19°08′40″ v. d. | Hôľná Fatra  | neznačeno                                                                                            |
| 11. | Skalná Alpa      | 1463      | 48°58′58″ s. š., 19°11′28″ v. d. | Hôľná Fatra  | neznačeno                                                                                            |
| 12. | Šiprúň           | 1461      | 49°01′26″ s. š., 19°13′42″ v. d. | Šiprúň       | 0857V                                                                                                |
| 13. | Tanečnica        | 1460      | 48°58′09″ s. š., 19°11′16″ v. d. | Hôľná Fatra  | neznačeno                                                                                            |
| 14. | Líška            | 1445      | 48°52′05″ s. š., 19°05′08″ v. d. | Hôľná Fatra  | 2628                                                                                                 |
| 15. | Smrekov          | 1441      | 48°53′08″ s. š., 19°01′24″ v. d. | Bralná Fatra | 5634V                                                                                                |
| 16. | Lubená           | 1414      | 48°55′56″ s. š., 18°58′51″ v. d. | Bralná Fatra | 5641                                                                                                 |
| 17. | Zvolen           | 1403      | 48°53′26″ s. š., 19°13′23″ v. d. | Zvolen       | 0870 (Velkofatranská magistrála), 8607                                                               |
| 18. | Minčol / Kračkov | 1398      | 48°57′01″ s. š., 19°09′25″ v. d. | Hôľná Fatra  | neznačeno                                                                                            |
| 19. | Kľak             | 1394      | 49°02′47″ s. š., 19°06′44″ v. d. | Lysec        | 0870 (Velkofatranská magistrála), 2731, 5629                                                         |
| 20. | Štrochy          | 1386      | 48°54′31″ s. š., 19°03′37″ v. d. | Hôľná Fatra  | neznačeno                                                                                            |
| 21. | Biela skala      | 1385      | 48°55′07″ s. š., 19°04′15″ v. d. | Hôľná Fatra  | neznačeno                                                                                            |
| 22. | Lysec            | 1381      | 48°59′47″ s. š., 19°04′09″ v. d. | Lysec        | modrá turistická značka · žlutá turistická značka                                                    |
| 23. | Kráľova skala    | 1377      | 48°53′14″ s. š., 19°02′42″ v. d. | Bralná Fatra | žlutá turistická značka                                                                              |
| 24. | Tlstá            | 1373      | 48°56′03″ s. š., 18°58′16″ v. d. | Bralná Fatra | modrá turistická značka · zelená turistická značka                                                   |
| 25. | Malý Zvolen      | 1372      | 48°54′26″ s. š., 19°13′59″ v. d. | Zvolen       | žlutá turistická značka                                                                              |
| 26. | Šoproň           | 1370      | 48°56′51″ s. š., 19°06′36″ v. d. | Hôľná Fatra  | červená turistická značka                                                                            |
| 27. | Nová hoľa        | 1370      | 48°53′20″ s. š., 19°13′51″ v. d. | Zvolen       | červená turistická značka                                                                            |
| 28. | Haľamova kopa    | 1344      | 48°53′27″ s. š., 19°00′12″ v. d. | Bralná Fatra | neznačeno                                                                                            |
| 29. | Chyžky / Kýšky   | 1340      | 48°55′27″ s. š., 19°06′03″ v. d. | Hôľná Fatra  | červená turistická značka                                                                            |
| 30. | Maďarová         | 1340      | 49°02′23″ s. š., 19°12′31″ v. d. | Šiprúň       | neznačeno                                                                                            |
| 31. | Javorina         | 1328      | 48°57′22″ s. š., 19°07′13″ v. d. | Lysec        | červená turistická značka                                                                            |
| 32. | Malá Krížna      | 1319      | 48°51′53″ s. š., 19°03′13″ v. d. | Hôľná Fatra  | zelená turistická značka                                                                             |
| 33. | Ostré Brdo       | 1319      | 48°53′51″ s. š., 19°07′04″ v. d. | Hôľná Fatra  | neznačeno                                                                                            |
| 34. | Čierňavský vrch  | 1318      | 49°02′42″ s. š., 19°11′13″ v. d. | Šiprúň       | neznačeno                                                                                            |
| 35. | Jarabiná         | 1314      | 49°00′33″ s. š., 19°06′40″ v. d. | Lysec        | červená turistická značka · modrá turistická značka                                                  |
| 36. | Magura           | 1309      | 49°03′14″ s. š., 19°12′15″ v. d. | Šiprúň       | modrá turistická značka                                                                              |
| 37. | Štefanová        | 1305      | 48°58′30″ s. š., 19°06′01″ v. d. | Lysec        | červená turistická značka                                                                            |